# Live in Tokyo (album de Sum 41)
Pour les articles homonymes, voir Live in Tokyo.
Live in Tokyo est le deuxième DVD du groupe canadien Sum 41, sorti le 23 septembre 2003.
Réalisateur : Lucifer Production
Durée : 74 minutes

## Tacklisting
1. Mr. Amsterdam
2. My Direction
3. Hyper-Insomnia-Para-Condrioid
4. Fat Lip
5. All Messed Up
6. All She's Got
7. Over My Head (Better Off Dead)
8. In Too Deep
9. Machine Gun
10. No Brains
11. Heart Attack
12. Nothing On My Back
13. A.N.I.C
14. The Hell Song
15. Thanks For Nothing
16. Grab The Devil
17. Still Waiting
18. Hooch
19. Motivation
20. Pain For Pleasure

### Clip
• Still Waiting
• Over My Head (Better Off Dead)